# Magie noire (film, 1929)
Pour les articles homonymes, voir Magie noire et Black Magic.
Pour plus de détails, voir Fiche technique et Distribution.
Magie noire (Black Magic) est un film américain réalisé par George B. Seitz et sorti en 1929. Bien que le film n'ait aucun dialogue audible, il est sorti avec une bande son synchronisée musicale avec des effets sonores. Le son a été enregistré avec le procédé Movietone et transféré sur disque pour s'adapter aux possibilités des salles de cinéma de l'époque.

## Synopsis
Trois hommes provenant de différents pays trouvent refuge sur une île des mers du Sud. Ils s'associent pour escroquer un commerçant, puis sont envoutés par une femme vaudou qui leur fait croire que leur mort est imminente.

## Fiche technique
- Titre français : Magie noire[2]
- Titre original : Black Magic
- Réalisation : George B. Seitz
- Scénario : Beulah Marie Dix d'après la pièce Cape Smoke de Walter Frost (1925)[3]
- Photographie : Glen MacWilliams
- Montage : Katherine Hilliker
- Distributeur : Fox Film Corporation
- Durée : 66 minutes (7 bobines)[4]
- Dates de sortie : 
  - États-Unis : 27 août 1929
  - France : 26 octobre 1934[2]

## Distribution
- Josephine Dunn : Katherine Bradbroke
- Earle Foxe : Hugh Darrell
- John Holland: John Ormsby
- Henry B. Walthall : Dr. Bradbroke
- Dorothy Jordan : Ann Bradbroke
- Fritz Feld : James Fraser
- Sheldon Lewis : Witchdoctor
- Ivan Linow : Zelig
- Blue Washington : Unit